# Kimwani
El mwani, o kimwani (pronunciat kiˈmwani), és una llengua parlada a la costa de la província de Cabo Delgado a Moçambic, incloses les illes Querimba. Tot i que comparteix una alta similitud lèxica (60%) amb el suahili, no n'és intel·ligible. És parlat per unes de 140.000 persones (incloent 20.000 que l'utilitzen com a segona llengua). Els parlants de kimwani també utilitzen el portuguès, (la llengua oficial de Moçambic), suahili i Makhuwa. El kiwibo, el dialecte de l'illa d'Ibo, és el dialecte de prestigi. El kimwani (o Quimuane) també es diu mwani (de vegades escrit com: Mwane, Muane) i Ibo. Segons Anthony P. Grant: el Kimwani del nord de Moçambic sembla el resultat de l'evolució imperfecta durant diversos segles del suahili pels parlants de makonde i Arends et al. suggereixen que podria arribar a ser una llengua mixta makonde-swahili.

## Nom
El nom "Kimwani" vé de la paraula "Mwani", que vol dir "beach". El prefix "Ki" significa la llengua de, així que "Kimwani" literalment significa "llengua de la platja".

## Sons
El Kimwani (similar al suahili) és inusual entre les llengües de l'Àfrica subsahariana per haver perdut la funció de to lèxic (amb l'excepció d'alguns paradigmes verbals on el seu ús és opcional). No té l'accent a la penúltima síl·laba típic del suahili sinó que té un accent tonal mòbil. Són freqüents la labialització de les consonants (indicat per un [w] després de consonant) i palatalització de r (ry; [rj]). La nasalització de les vocals només es produeix abans d'una consonant nasal n seguida d'una consonant.

### Vocals
Kimwani té cinc fonemes vocals: /a/, /e/, /i/, /o/, i /u/, és a dir: les seveus vocals són similars als del castellà i llatí. No fa diferència entre vocal oberta i vocal tancada típics del portuguès, francès o italià.
La pronunciació del fonema /i/ es troba entre l'alfabet fonètic internacional [i] i [e]. Les vocals no són mai neutralitzades ni accentuades. Les vocals es pronuncien com segueix:
- /a/ es pronuncia com "a" a start
- /e/ es pronuncia com "e" a bed
- /i/ es pronuncia com "y" a happy
- /o/ es pronuncia com "o" a or
- /u/ es pronuncia com "u" a Susan.

El kimwani no té diftongs; en les combinacions vocàliques cada vocal es pronuncia separadament.

### Consonants
Dos símbols en la taula indiquen si la consonant es sorda o sonora, respectivament.
|                       | Labial | Alveolar | Palatal | Velar | Glottal |
| --------------------- | ------ | -------- | ------- | ----- | ------- |
| Nasal                 | m      | n        | ɲ       | ŋ     |         |
| oclusives i africades | p, b   | t, d     | tʃ, dʒ  | k, g  |         |
| Fricatives            | f, v   | s, z     | ʃ       |       | h       |
| Vibrant               |        | r        |         |       |         |
| Aproximants           | w      | l        | j       |       |         |

## Ortografia
El Kimwani es pot escriure de tres maneres: utilitzant l'ortografia similar al suahili, utilitzant un sistema d'ortografia lleugerament modificat utilitzat a les escoles de Moçambic o utilitzant una ortografia basada en el portuguès. Aquí hi ha les diferències:
|      | Escriptura similar al swahili | Escriptura modificada | Escriptura portuguesa | Traducció |
| ---- | ----------------------------- | --------------------- | --------------------- | --------- |
| /tʃ/ | chala                         | cala                  | tchala                | dit       |
| /dʒ/ | juwa                          | juwa                  | djua                  | Sol       |
| /k/  | kitabu                        | kitabu                | quitabo               | llibre    |
| /ŋ/  | ng' ombe                      | ng' ombe              | ngombe                | vaca      |
| /ɲ/  | nyoka                         | nyoka                 | nhoca                 | serp      |
| /s/  | fisi                          | fisi                  | fissi                 | hiena     |
| /z/  | meza                          | meza                  | mesa                  | taula     |
| /ʃ/  | kushanga                      | kushanga              | cuxanga               | admirar   |
| /w/  | wakati                        | wakati                | uacate                | temps     |
| /j/  | kipya                         | kipya                 | quípia                | nou       |
| /i/  | sukili                        | sukili                | suquile               | sucre     |
| /u/  | ufu                           | ufu                   | ufo                   | farina    |

## Nombres
m’moja (1), mbiri (2), natu (3), n'né (4), n'tano (5)
sita (6), saba (7), nane (8), khénda (9)
kumi (10), kumi na m’moja (11), kumi na mbiri (12)
shirini (20), talatini (30), arubaini (40), amusini (50)
sitini (60), sabini (70), tamanini (80), tusuini (90)
mia (100), mia mbiri (200)
álufu (1000)